# Hylaeamys oniscus
Hylaeamys oniscus é uma espécie de roedor da família Cricetidae. Endêmica do Brasil, onde pode ser encontrada nos estados de Pernambuco, Alagoas, Sergipe e Bahia.